# Großer Preis von Japan 2002
Der Große Preis von Japan 2002 (offiziell 2002 Fuji Television Japanese Grand Prix) fand am 13. Oktober auf dem Suzuka Circuit in Suzuka statt und war das 17. und letzte Rennen der Formel-1-Weltmeisterschaft 2002.

## Berichte

### Hintergrund
Nach dem Großen Preis von Frankreich stand Michael Schumacher bereits als Weltmeister fest. Nach dem Großen Preis der USA führte er in der Fahrerwertung uneinholbar mit 63 Punkten vor Rubens Barrichello und mit 87 Punkten vor Juan Pablo Montoya. In der Konstrukteurswertung stand Ferrari nach dem Großen Preis von Ungarn als Weltmeister fest. Sie führten mit 116 Punkten vor Williams-BMW und mit 144 Punkten vor McLaren-Mercedes.
Dies war das letzte Rennen für den WM-Zweitplatzierten von 1999, Eddie Irvine und für Mika Salo, die seit 1993 bzw. 1994 in der Formel 1 aktiv waren. Es war auch das letzte Rennen für Alex Yoong und Allan McNish, wobei letzterer aufgrund von Verletzungen von einem schweren Unfall im Qualifying nicht am Rennen teilnehmen konnte.
Eine Reihe von Teams testete in der vergangenen Woche vor dem Grand Prix. McLaren, Williams, Toyota und BAR waren in Barcelona und McLaren-Testfahrer Alexander Wurz brach dort den Rundenrekord. Ferrari testete in Mugello zusammen mit Sauber und in Jerez und Fiorano, während Renault und Jordan in Silverstone testeten. Die Teams konzentrierten sich auf die Abstimmung für den Grand Prix sowie auf die Erprobung von Komponenten für die Saison 2003.
Dies war das erste Formel-1-Rennen für Toyota in ihrem Heimatland Japan.
Vor dem Rennwochenende gab es einen Fahrerwechsel: Bei Sauber kehrte Felipe Massa ins Cockpit zurück und ersetzte dort Heinz Harald Frentzen, welcher ihn wiederum beim vorherigen Rennen vertrat.
Mit Michael Schumacher (viermal) trat ein ehemaliger Sieger zu diesem Grand Prix an.

### Training
Vor dem Rennen am Sonntag fanden vier Trainingssitzungen statt, jeweils zwei am Freitag und Samstag. Die Sitzungen am Freitagmorgen und -nachmittag dauerten jeweils eine Stunde; die dritte und vierte Sitzung am Samstagmorgen dauerte jeweils 45 Minuten.
Am Freitag konnte Räikkönen die schnellste Runde fahren. Sein Teamkollege David Coulthard und Barrichello folgten auf den Plätzen zwei und drei.
Am Samstag war dann Michael Schumacher der Schnellste, dieses Mal vor seinem Bruder Ralf Schumacher. Dritter wurde Räikkönen.

### Qualifying
Das Qualifying am Samstagnachmittag dauerte eine Stunde. Jeder Fahrer war auf zwölf Runden begrenzt, wobei die Startreihenfolge durch die schnellsten Runden der Fahrer bestimmt wurde. Während dieser Sitzung war die 107-Prozent-Regel in Kraft, die erforderte, dass jeder Fahrer eine Zeit innerhalb von 107 % der schnellsten Runde aufstellte, um sich für das Rennen zu qualifizieren.
Michael Schumacher sicherste sich seine siebte Pole-Position der Saison und seine 50. insgesamt. Er schlug seinen Teamkollegen Barrichello um 0,432 Sekunden. Die beiden McLaren von Coulthard und Räikkönen sicherten sich die zweite Startreihe. Die Top Ten komplettierten die beiden Williams von Ralf Schumacher und Montoya, die beiden Jordan von Takuma Satō und Giancarlo Fisichella und Jacques Villeneuve im BAR.
Das Qualifying wurde für über 75 Minuten unterbrochen, nachdem McNish die Kontrolle über seinen Wagen verloren zu haben schien und rückwärts durch die Sicherheitsbarriere in der 130R-Kurve krachte. Das Heck seines Wagens wurde zerstört, zum Glück blieb er jedoch ohne größere Verletzungen. Er qualifizierte sich als 18., konnte jedoch an seinem letzten Grand Prix-Wochenende am Rennen nicht teilnehmen. Zusätzlich zu McNishs Unfall hatten auch Olivier Panis und Irvine Probleme mit ihren Wagen und mussten auf der Strecke anhalten. Während Panis es schaffte es im Ersatzauto zurückzukommen, gelang Irvine dies allerdings nicht.

### Warm Up
Im Warm Up war Michael Schumacher der Schnellste. Barrichello und Räikkönen folgten.

### Rennen
Beim Start hielten Michael Schumacher und Barrichello ihre Positionen. Dahinter blieb Coulthard, während Ralf Schumacher Räikkönen überholte. Gefolgt von Montoya, Satō, Jarno Trulli, Jenson Button und Fisichella, der zu Beginn mehrere Positionen verlor. In der siebten Runde hatte Coulthard ein Motorproblem, das ihn zum Ausfall zwang. Bis zur ersten Serie von Boxenstopps, die Trulli in Runde fünfzehn einleitete, passierte praktisch nichts. Michael Schumacher stoppte in der zwanzigsten Runde, eine Runde später folgte sein Teamkollege, aber die beiden behielten souverän die Führung. Auch Räikkönen stoppte in Runde 22, während die beiden Williams-Piloten zwischen Runde 24 und 25 nachtankten. Nach dem ersten Nachschub führte Michael Schumacher vor Barrichello, Ralf Schumacher, Räikkönen, Montoya, Trulli, Satō und Button. Trulli schied dann in der 33. Runde wegen eines Motorschadens aus.
Die zweite Boxenstoppserie ließ die Situation unverändert. Bis zur 49. Runde kam es zu keinem nennenswerten Ereignis, als Ralf Schumacher aufgrund eines Motorschadens aufgeben musste, was Räikkönen den dritten Platz auf dem Podium bescherte. Michael Schumacher beendete mit seinem elften Sieg eine für ihn triumphale Saison. Barrichello hinter ihm bescherte Ferrari den neunten Doppelsieg der Saison, den fünften in Folge, ein Rekord, den Ferrari selbst im Jahr 1952 hielt. Darüber hinaus holte das italienische Team den fünfzehnten Sieg in siebzehn Rennen und stellte damit den vorherigen Rekord von ein den McLaren MP4/4, mit dem er 1988 fünfzehn Siege bei sechzehn Grands Prix errang. Michael Schumacher konnte zudem jedes Rennen auf dem Podium beenden. Montoya belegte den vierten Platz, während Satō nach einem aggressiven Rennen auf seiner Heimstrecke seine ersten Karrierepunkte erzielte und Jordan damit Jaguar in der Konstrukteurswertung überholte. Button, Siebter der Fahrerwertung, überquerte die Ziellinie auf dem sechsten Platz.

## Meldeliste
| Team                       | Nr. | Fahrer               | Chassis        | Motor                         | Reifen |
| -------------------------- | --- | -------------------- | -------------- | ----------------------------- | ------ |
| Scuderia Ferrari Marlboro  | 01  | Michael Schumacher   | Ferrari F2002  | Ferrari 051 3.0 V10           | B      |
| Scuderia Ferrari Marlboro  | 02  | Rubens Barrichello   | Ferrari F2002  | Ferrari 051 3.0 V10           | B      |
| West McLaren Mercedes      | 03  | David Coulthard      | McLaren MP4-17 | Mercedes-Benz FO 110M 3.0 V10 | M      |
| West McLaren Mercedes      | 04  | Kimi Räikkönen       | McLaren MP4-17 | Mercedes-Benz FO 110M 3.0 V10 | M      |
| BMW.WilliamsF1 Team        | 05  | Ralf Schumacher      | Williams FW24  | BMW P82 3.0 V10               | M      |
| BMW.WilliamsF1 Team        | 06  | Juan Pablo Montoya   | Williams FW24  | BMW P82 3.0 V10               | M      |
| Sauber Petronas            | 07  | Nick Heidfeld        | Sauber C21     | Petronas 02A 3.0 V10          | B      |
| Sauber Petronas            | 08  | Felipe Massa         | Sauber C21     | Petronas 02A 3.0 V10          | B      |
| DHL Jordan Honda           | 09  | Giancarlo Fisichella | Jordan EJ12    | Honda RA 002E 3.0 V10         | B      |
| DHL Jordan Honda           | 10  | Takuma Satō          | Jordan EJ12    | Honda RA 002E 3.0 V10         | B      |
| Lucky Strike BAR Honda     | 11  | Jacques Villeneuve   | BAR 004        | Honda RA 002E 3.0 V10         | B      |
| Lucky Strike BAR Honda     | 12  | Olivier Panis        | BAR 004        | Honda RA 002E 3.0 V10         | B      |
| Mild Seven Renault F1 Team | 14  | Jarno Trulli         | Renault R202   | Renault RS22 3.0 V10          | M      |
| Mild Seven Renault F1 Team | 15  | Jenson Button        | Renault R202   | Renault RS22 3.0 V10          | M      |
| Jaguar Racing              | 16  | Eddie Irvine         | Jaguar R3      | Ford Cosworth CR-3 3.0 V10    | M      |
| Jaguar Racing              | 17  | Pedro de la Rosa     | Jaguar R3      | Ford Cosworth CR-3 3.0 V10    | M      |
| KL Minardi Asiatech        | 22  | Alex Yoong           | Minardi PS02   | Asiatech AT02 3.0 V10         | M      |
| KL Minardi Asiatech        | 23  | Mark Webber          | Minardi PS02   | Asiatech AT02 3.0 V10         | M      |
| Panasonic Toyota Racing    | 24  | Mika Salo            | Toyota TF102   | Toyota RVX-02 3.0 V10         | M      |
| Panasonic Toyota Racing    | 25  | Allan McNish         | Toyota TF102   | Toyota RVX-02 3.0 V10         | M      |

## Klassifikation

### Qualifying
| Pos.                                                                         | Fahrer               | Konstrukteur     | Zeit     | Start |
| ---------------------------------------------------------------------------- | -------------------- | ---------------- | -------- | ----- |
| 01                                                                           | Michael Schumacher   | Ferrari          | 1:31,317 | 01    |
| 02                                                                           | Rubens Barrichello   | Ferrari          | 1:31,749 | 02    |
| 03                                                                           | David Coulthard      | McLaren-Mercedes | 1:32,088 | 03    |
| 04                                                                           | Kimi Räikkönen       | McLaren-Mercedes | 1:32,197 | 04    |
| 05                                                                           | Ralf Schumacher      | Williams-BMW     | 1:32,444 | 05    |
| 06                                                                           | Juan Pablo Montoya   | Williams-BMW     | 1:32,507 | 06    |
| 07                                                                           | Takuma Satō          | Jordan-Honda     | 1:33,090 | 07    |
| 08                                                                           | Giancarlo Fisichella | Jordan-Honda     | 1:33,276 | 08    |
| 09                                                                           | Jenson Button        | Renault          | 1:33,429 | 09    |
| 10                                                                           | Nick Heidfeld        | Sauber-Petronas  | 1:33,553 | 10    |
| 11                                                                           | Jarno Trulli         | Renault          | 1:33,547 | 11    |
| 12                                                                           | Nick Heidfeld        | Sauber-Petronas  | 1:33,553 | 12    |
| 13                                                                           | Mika Salo            | Toyota           | 1:33,742 | 13    |
| 14                                                                           | Eddie Irvine         | Jaguar-Cosworth  | 1:33,915 | 14    |
| 15                                                                           | Felipe Massa         | Sauber-Petronas  | 1:33,979 | 15    |
| 16                                                                           | Olivier Panis        | BAR-Honda        | 1:34,192 | 16    |
| 17                                                                           | Pedro de la Rosa     | Jaguar-Cosworth  | 1:34,227 | 17    |
| 18                                                                           | Allan McNish         | Toyota           | 1:35,191 | –     |
| 19                                                                           | Mark Webber          | Minardi-Asiatech | 1:35,958 | 18    |
| 20                                                                           | Alex Yoong           | Minardi-Asiatech | 1:36,267 | 19    |
| 107-Prozent-Zeit: 1:37,709 min. (bezogen auf die Bestzeit von 1:31,317 min.) |                      |                  |          |       |

### Rennen
| Pos. | Fahrer               | Konstrukteur     | Runden | Stopps | Zeit        | Start | Schnellste Runde |
| ---- | -------------------- | ---------------- | ------ | ------ | ----------- | ----- | ---------------- |
| 01   | Michael Schumacher   | Ferrari          | 53     | 2      | 1:26:59,698 | 01    | 1:36,125 (15.)   |
| 02   | Rubens Barrichello   | Ferrari          | 53     | 2      | + 0,506     | 02    | 1:36,345 (23.)   |
| 03   | Kimi Räikkönen       | McLaren-Mercedes | 53     | 2      | + 23,292    | 04    | 1:36,848 (46.)   |
| 04   | Juan Pablo Montoya   | Williams-BMW     | 53     | 2      | + 36,275    | 06    | 1:36,757 (38.)   |
| 05   | Takuma Satō          | Jordan-Honda     | 53     | 2      | + 1:22,694  | 07    | 1:37,840 (35.)   |
| 06   | Jenson Button        | Renault          | 52     | 2      | + 1 Runde   | 10    | 1:38,046 (31.)   |
| 07   | Nick Heidfeld        | Sauber-Petronas  | 52     | 2      | + 1 Runde   | 12    | 1:38,534 (21.)   |
| 08   | Mika Salo            | Toyota           | 52     | 2      | + 1 Runde   | 13    | 1:37,761 (20.)   |
| 09   | Eddie Irvine         | Jaguar-Cosworth  | 52     | 2      | + 1 Runde   | 14    | 1:38,647 (40.)   |
| 10   | Mark Webber          | Minardi-Asiatech | 51     | 2      | + 2 Runden  | 18    | 1:40,232 (51.)   |
| 11   | Ralf Schumacher      | Williams-BMW     | 48     | 2      | DNF         | 05    | 1:36,590 (26.)   |
| –    | Pedro de la Rosa     | Jaguar-Cosworth  | 39     | 2      | DNF         | 17    | 1:38,836 (35.)   |
| –    | Giancarlo Fisichella | Jordan-Honda     | 37     | 2      | DNF         | 08    | 1:38,217 (23.)   |
| –    | Jarno Trulli         | Renault          | 32     | 1      | DNF         | 11    | 1:38,000 (30.)   |
| –    | Jacques Villeneuve   | BAR-Honda        | 27     | 1      | DNF         | 09    | 1:38,058 (24.)   |
| –    | Alex Yoong           | Minardi-Asiatech | 14     | 0      | DNF         | 19    | 1:40,937 (06.)   |
| –    | Olivier Panis        | BAR-Honda        | 8      | 2      | DNF         | 16    | 1:42,082 (04.)   |
| –    | David Coulthard      | McLaren-Mercedes | 7      | 0      | DNF         | 03    | 1:38,251 (06.)   |
| –    | Felipe Massa         | Sauber-Petronas  | 3      | 0      | DNF         | 15    | 1:39,954 (03.)   |
| DNS  | Allan McNish         | Toyota           | –      | –      | –           | –     | –                |

Anmerkungen
1. ↑  McNish konnte aufgrund eines Unfalls im Qualifying nicht am Rennen teilnehmen.

## WM-Stände nach dem Rennen
Die ersten sechs des Rennens bekamen 10, 6, 4, 3, 2 bzw. 1 Punkt(e).

### Fahrerwertung
| Pos. | Fahrer               | Konstrukteur     | Punkte |
| ---- | -------------------- | ---------------- | ------ |
| 01   | Michael Schumacher   | Ferrari          | 144    |
| 02   | Rubens Barrichello   | Ferrari          | 77     |
| 03   | Juan Pablo Montoya   | Williams-BMW     | 50     |
| 04   | Ralf Schumacher      | Williams-BMW     | 42     |
| 05   | David Coulthard      | McLaren-Mercedes | 41     |
| 06   | Kimi Räikkönen       | McLaren-Mercedes | 24     |
| 07   | Jenson Button        | Renault          | 14     |
| 08   | Jarno Trulli         | Renault          | 9      |
| 09   | Eddie Irvine         | Jaguar-Cosworth  | 8      |
| 10   | Nick Heidfeld        | Sauber-Petronas  | 7      |
| 11   | Giancarlo Fisichella | Jordan-Honda     | 7      |
| 12   | Jacques Villeneuve   | BAR-Honda        | 4      |

| Pos. | Fahrer                | Konstrukteur                      | Punkte |
| ---- | --------------------- | --------------------------------- | ------ |
| 13   | Felipe Massa          | Sauber-Petronas                   | 4      |
| 14   | Olivier Panis         | BAR-Honda                         | 3      |
| 15   | Takuma Satō           | Jordan-Honda                      | 2      |
| 16   | Mark Webber           | Minardi-Asiatech                  | 2      |
| 17   | Mika Salo             | Toyota                            | 2      |
| 18   | Heinz-Harald Frentzen | Arrows-Cosworth / Sauber-Petronas | 2      |
| 19   | Allan McNish          | Toyota                            | 0      |
| 20   | Alex Yoong            | Minardi-Asiatech                  | 0      |
| 21   | Pedro de la Rosa      | Jaguar-Cosworth                   | 0      |
| 22   | Enrique Bernoldi      | Arrows-Cosworth                   | 0      |
| –    | Anthony Davidson      | Minardi-Asiatech                  | 0      |

### Konstrukteurswertung
| Pos. | Konstrukteur     | Punkte |
| ---- | ---------------- | ------ |
| 01   | Ferrari          | 221    |
| 02   | Williams-BMW     | 92     |
| 03   | McLaren-Mercedes | 65     |
| 04   | Renault          | 23     |
| 05   | Sauber-Petronas  | 11     |
| 06   | Jordan-Honda     | 9      |

| Pos. | Konstrukteur     | Punkte |
| ---- | ---------------- | ------ |
| 07   | Jaguar-Cosworth  | 8      |
| 08   | BAR-Honda        | 7      |
| 09   | Minardi-Asiatech | 2      |
| 10   | Toyota           | 2      |
| 11   | Arrows-Cosworth  | 2      |